# Archivo Arkhé
El Archivo Arkhé, fundado originalmente el 23 de junio de 2016 en Bogotá (Colombia) y establecido en Madrid (España) desde 2022, es una institución sin ánimo de lucro dedicada al rescate de libros y documentos relacionados con el campo del arte latinoamericano. Es binacional: cuenta con sedes en Madrid (España) y Bogotá (Colombia): en España es conocida como Asociación Archivo Arkhé, y en Colombia como Fundación Archivo Arkhé. Su misión es el rescate de las fuentes primarias para la escritura de la historia del arte latinoamericano.

## Colecciones
La colección de Arkhé se divide en dos grandes acervos: (1) "arte latinoamericano" y (2) "archivo queer". El acervo "arte latinoamericano" se subdivide en tres colecciones: (a) "viajeros, territorio y paisaje", (b) "vanguardia y redes intelectuales" y (c) "arte colombiano". La institución resguarda un total aproximado de unos 80.000 ítems entre libros, revistas, folletos, afiches, panfletos, invitaciones, manuscritos, fotografías, grabados, dibujos y acuarelas.
La colección "arte colombiano" está conformada por los archivos de los críticos de arte Álvaro Medina, Germán Rubiano Caballero y Camilo Calderón Schrader (parcialmente), y por los archivos fotográficos de Solón Wilches, presidente del Estado Soberano de Santander en el siglo XIX, y de Jorge Ortiz, fotógrafo antioqueño, entre otros. Esta colección incluye prácticamente todos los libros, folletos y revistas de arte publicados en Colombia desde el siglo XIX. La colección "viajeros, territorio y paisaje" cuenta con cerca de 1000 libros, acuarelas y fotografías latinoamericanas de los siglos XIX al XX. Por su parte, "vanguardia y redes intelectuales" incluye revistas, manifiestos y primeras ediciones de las vanguardias europeas y latinoamericanas.
El Archivo Queer, uno de los dos grandes acervos, está dedicado a reconstruir la historia LGBTI, con especial énfasis en los países del llamado "sur global", así como el activismo y sus cruces estéticos y poéticos. Actualmente, este es el acervo con mayor crecimiento, al incluir casi un centenar de archivos de activistas, artistas, transformistas y movimientos sociales, con unas 30.000 fotografías vernáculas (sobre papel, fechadas entre 1862 y 2015), unas 3.000 fotografías digitales, cerca de 30 filmaciones, el archivo personal del activista gay León Zuleta (asesinado en Medellín en 1993 y fundador del Movimiento de Liberación Homosexual), y una amplia biblioteca y hemeroteca con unos 15.000 libros y 7.000 números de revistas.